# Łukasz Kleszczyński
Łukasz Kleszczyński herbu Gryf odmienny – asesor sądowy chełmiński, poseł województwa chełmińskiego na sejm elekcyjny 1733 roku, elektor Augusta III Sasa.